# Adobe Shockwave Player
Adobe Shockwave (antes Macromedia Shockwave) foi criado primeiramente pela Macromedia e foi o maior plugin de reprodução gráfica até a introdução do Macromedia Flash Player (atual Adobe Flash Player). É um plugin do flash utilizado para criação de jogos e videos 3D.